# Letizia Giss
Letizia Grisolia, in arte Giss (Roma, 11 luglio 1920 – Roma, novembre 2004), è stata un'attrice e ballerina italiana.
Inizia la carriera artistica a teatro con Carlo Dapporto, Erminio Macario e Nino Taranto, con i quali porta in tutta Italia le tournée teatrali. Lavora anche nella compagnia "Giss" fondata dal padre, Renato Grisolia e la moglie Jole Abate.
Dopo le esperienze nel teatro di rivista passa al cinema, recitando nei film Accadde al commissariato accanto ad Alberto Sordi e Walter Chiari e Baracca e burattini al fianco di Carlo Dapporto e Lauretta Masiero.
Muore nel 2004, stroncata dalla malattia di Alzheimer.